# Finisterre
Finisterre (galiciai nyelven: Fisterra) egy település Spanyolországban, A Coruña tartományban. Finisterre Cee községgel határos. Lakosainak száma 4704 fő (2024). Nevének eredete a latin finis Terræ – magyarul ’A világ vége’ – kifejezés, mivel a kontinentális Spanyolország legnyugatibb részén helyezkedik el.

## Népesség
A település népessége az utóbbi években az alábbiak szerint változott:
| Lakosok száma | 5175 | 5093 | 5009 | 5005 | 4983 | 4824 | 4737 | 4708 | 4714 | 4704 |
|               | 2001 | 2004 | 2006 | 2009 | 2011 | 2014 | 2016 | 2019 | 2021 | 2024 |